# Graham C. Young
Graham C. Young, škotski častnik, vojaški pilot in letalski as.
Poročnik Young je v svoji vojaški karieri dosegel 5 zračnih zmag.